# ودوکدو
ودوکدو (به لاتین: Veddukkadu) یک منطقهٔ مسکونی در سری‌لانکا است که در استان شمالی (سری‌لانکا) واقع شده‌است.